# Ротсвил (Пенсилванија)
Ротсвил (енгл. Rothsville) насељено је место без административног статуса у америчкој савезној држави Пенсилванија.

## Демографија
По попису из 2010. године број становника је 3.044, што је 27 (0,9%) становника више него 2000. године.
| Група             | 2000.         | 2010.         |
| Белци             | 2.849 (94,4%) | 2.785 (91,5%) |
| Афроамериканци    | 10 (0,3%)     | 35 (1,1%)     |
| Азијати           | 39 (1,3%)     | 32 (1,1%)     |
| Хиспаноамериканци | 88 (2,9%)     | 159 (5,2%)    |
| Укупно            | 3.017         | 3.044         |